# Ligier JS39
El Ligier JS39 fue un coche de Fórmula 1 utilizado por el equipo Ligier durante las temporadas de Fórmula 1 de 1993 y 1994. Corrió por primera vez en el Gran Premio de Sudáfrica de 1993, conducido por el británico Mark Blundell, terminó tercero. El mejor resultado del JS39 fue un segundo puesto logrado por el francés Olivier Panis en el Gran Premio de Alemania de 1994.

## Ligier JS39
El motor era el Renault RS5 3.5 V10.
El chasis número 25 fue conducido por el experimentado británico Martin Brundle y el número 26 conducido por Mark Blundell. El equipo no empleó ningún piloto de pruebas. El equipo utilizó por primera vez una caja de cambios semiautomática, pero mantuvo la suspensión pasiva. El coche fue relativamente exitoso para el equipo, logrando 3 podios y 23 puntos de constructor. Durante gran parte de la temporada, el equipo ocupó el cuarto lugar en el campeonato de constructores, y solo fue superado por Ferrari cuando faltaban dos carreras. Sin embargo, su quinto puesto en el campeonato siguió siendo su mejor resultado desde 1986, cuando también terminaron quinto.

## Ligier JS39B

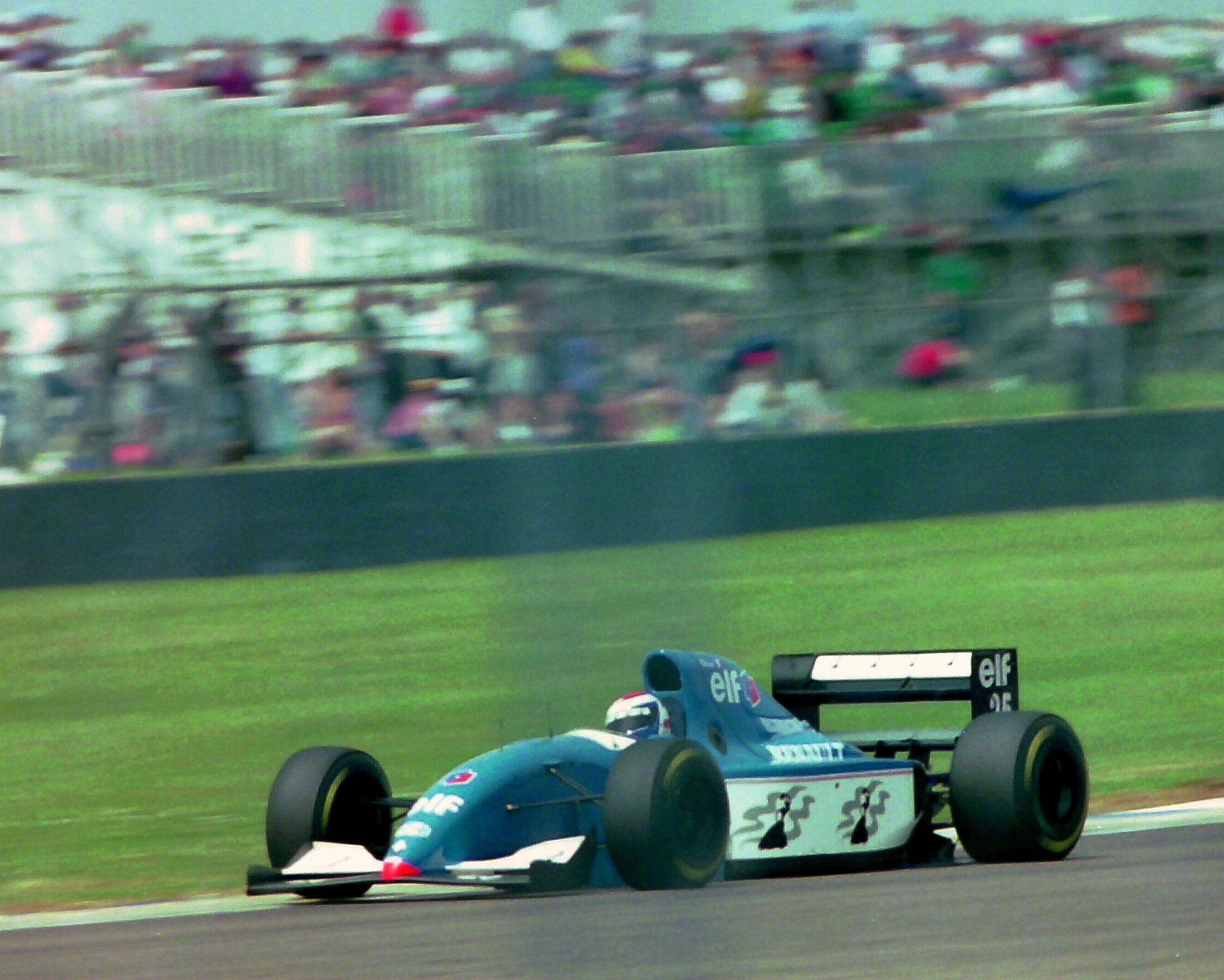
Éric Bernard en el Gran Premio de Gran Bretaña de 1994 con el JS39B.

En 1994, el coche se actualizó a la especificación "B". El puesto 26 lo ocupó Olivier Panis durante todo el año, mientras que el puesto 25 lo ocuparon Éric Bernard, Johnny Herbert y Franck Lagorce. El piloto de pruebas del equipo fue Lagorce. El motor era un Renault RS6 3.5 V10. El coche no tuvo un rendimiento tan bueno como en 1993, pero fue confiable, lo que permitió a Panis y Bernard terminar segundo y tercero respectivamente en el Gran Premio de Alemania. El equipo anotó sólo otros dos puntos durante el resto de la temporada.
El JS39B también fue probado por Michael Schumacher en Estoril en diciembre de 1994, a petición de Flavio Briatore, quien se convirtió en el propietario del equipo Ligier, después de que Tom Walkinshaw y Briatore compraran el equipo en 1994.

## Resultados
(Clave) (negrita indica pole position) (cursiva indica vuelta rápida)

| Año     | Chasis | Motor               | Neu. | N.º | Pilotos        | 1   | 2   | 3   | 4   | 5   | 6   | 7   | 8   | 9   | 10  | 11  | 12  | 13  | 14  | 15  | 16  | Puntos | Pos. |
| ------- | ------ | ------------------- | ---- | --- | -------------- | --- | --- | --- | --- | --- | --- | --- | --- | --- | --- | --- | --- | --- | --- | --- | --- | ------ | ---- |
| 1993    | JS39   | Renault V10         | G    |     |                | RSA | BRA | EUR | SMR | ESP | MON | CAN | FRA | GBR | GER | HUN | BEL | ITA | POR | JPN | AUS | 23     | 5.º  |
| 1993    | JS39   | Renault V10         | G    | 25  | Martin Brundle | Ret | Ret | Ret | 3   | Ret | 6   | 5   | 5   | 14  | 8   | 5   | 7   | Ret | 6   | 9   | 6   | 23     | 5.º  |
| 1993    | JS39   | Renault V10         | G    | 26  | Mark Blundell  | 3   | 5   | Ret | Ret | 7   | Ret | Ret | Ret | 7   | 3   | 7   | 11  | Ret | Ret | 7   | 9   | 23     | 5.º  |
| 1994    | JS39B  | Renault RS6 3.5 V10 | G    |     |                | BRA | PAC | SMR | MON | ESP | CAN | FRA | GBR | GER | HUN | BEL | ITA | POR | EUR | JPN | AUS | 13     | 6.º  |
| 1994    | JS39B  | Renault RS6 3.5 V10 | G    | 25  | Éric Bernard   | Ret | 10  | 12  | Ret | 8   | 13  | Ret | 13  | 3   | 10  | 10  | 7   | 10  |     |     |     | 13     | 6.º  |
| 1994    | JS39B  | Renault RS6 3.5 V10 | G    | 25  | Johnny Herbert |     |     |     |     |     |     |     |     |     |     |     |     |     | 8   |     |     | 13     | 6.º  |
| 1994    | JS39B  | Renault RS6 3.5 V10 | G    | 25  | Franck Lagorce |     |     |     |     |     |     |     |     |     |     |     |     |     |     | Ret | 11  | 13     | 6.º  |
| 1994    | JS39B  | Renault RS6 3.5 V10 | G    | 26  | Olivier Panis  | 11  | 9   | 11  | 9   | 7   | 12  | Ret | 12  | 2   | 6   | 7   | 10  | DSQ | 9   | 11  | 5   | 13     | 6.º  |
| Fuente: |        |                     |      |     |                |     |     |     |     |     |     |     |     |     |     |     |     |     |     |     |     |        |      |